# Гайтан, Николас
Осва́льдо Никола́с Фабиа́н Гайта́н (исп. Osvaldo Nicolás Fabián Gaitán; 23 февраля 1988, Сан-Мартин, провинция Буэнос-Айрес, Аргентина) — аргентинский футболист, полузащитник. Выступал в составе национальной сборной Аргентины.

## Биография

### Клубная карьера
Гайтан дебютировал в составе «Бока Хуниорс» 1 июня 2008 года в матче против футбольного клуба «Арсенал» (Саранди). Впервые отличиться за клуб футболисту удалось 31 августа того же года в матче против «Уракана». 3 мая 2010 года Гайтан перешёл в португальскую «Бенфику» за 8,4 миллиона евро. 9 декабря 2015 года продлил контракт с «Бенфикой» до лета 2019 года. Сумма отступных составила 45 млн евро.
20 мая 2016 года, после победы в финале Кубка португальской лиги, Гайтан заявил, что сыграл свой последний матч за «Бенфику». Летом он перешёл в испанский «Атлетико Мадрид», с которым заключил контракт на четыре года. Трансфер аргентинца обошёлся «Атлетико» в 25 млн евро.
26 февраля 2018 года перешёл в клуб китайской Суперлиги «Далянь Ифан».
14 марта 2019 года подписал контракт с клубом MLS «Чикаго Файр» по схеме «1+1». В главной лиге США дебютировал 30 марта в матче против «Нью-Йорк Ред Буллз». 8 мая в матче против «Нью-Инглэнд Революшн» забил свой первый гол в MLS. По окончании сезона 2019 покинул «Чикаго Файр» в связи с непродлением контракта.
31 января 2020 года присоединился к клубу французской Лиги 1 «Лилль», подписав контракт до конца сезона 2019/20.
11 августа 2020 года подписал однолетний контракт с опцией продления ещё на один год с португальской «Брагой».
3 сентября 2021 года подписал контракт с клубом чемпионата Уругвая «Пеньяроль» до июня 2022 года.
31 января 2022 года перешёл в португальский «Пасуш де Феррейра», подписав контракт до конца сезона 2021/22 с опцией продления.

### Карьера в сборной
Николас Гайтан провёл 12 матчей в составе сборной Аргентины. Отличился 2 раза. Участник Кубка Америки 2016 года.

## Достижения
«Бенфика»
- Чемпион Португалии (3): 2013/14, 2014/15, 2015/16
- Обладатель Кубка португальской лиги (3): 2011/12, 2013/14, 2015/16
- Обладатель Кубка Португалии: 2013/14
- Обладатель Суперкубка Португалии: 2014